# Pferdetränke (Lilienstein)
Die Pferdetränke oder Salzlecke ist eine wannenförmige Vertiefung in einem anstehenden Sandsteinblock unweit vom Franzosenborn im Elbsandsteingebirge am Lilienstein, deren Geschichte mit der französischen Besetzung der Gegend zu Beginn des 19. Jahrhunderts in Zusammenhang gebracht wird und die nach jahrelanger Vernachlässigung im Jahre 1983 instand gesetzt wurde.

## Geografische Lage
Die Pferdetränke oder Salzlecke liegt etwa 15 Meter entfernt vom Franzosenborn am Fuß der Nordostseite des Liliensteins unmittelbar an dem dort befindlichen Blockmeer in der Nähe des Kirchsteiges, der Waltersdorf und die Stadt Königstein (Sächsische Schweiz) miteinander verbindet. Das Wasser des Franzosenborns fließt aus dem grundwasserleitenden Sandstein des Oberturons und sammelt sich in einer Bodensenke des an dieser Stelle ansteigenden Berghanges westlich des als „Auf der Sellnitz“ bezeichnetem Gehöft.
Der als Wanderweg benutzte Rundweg um den Lilienstein führt in der Nähe der Pferdetränke vorbei.

## Geschichte
In der Nähe der Pferdetränke befand sich auf der Sellnitz ein Dorf, das noch in den Jahren 1474 und 1501 als Seldensath oder Seltensaat genannt wurde. In besonders heißen Sommern soll das Quellwasser auch von den Einwohnern aus Ebenheit von hier und dem benachbarten Franzosenborn geholt worden sein. Zu Beginn der Frühen Neuzeit wurde das Dorf Seltensath/Seltensaat zu einer Wüstung.
In der Zeit der Befreiungskriege gegen die Franzosen soll das Wasser des Franzosenborns nicht nur der Wasserversorgung der Soldaten, sondern auch als Tränke für die Pferde der Soldaten genutzt worden sein, die hier bis zur Völkerschlacht bei Leipzig im Oktober 1813 mehrere Wochen lagerten.
Wie der benachbarte Franzosenborn war auch die Pferdetränke durch jahrelange Vernachlässigung in Mitleidenschaft gezogen worden und hatte sich mit zu Humus zerfallenem Laub gefüllt. Mitglieder der Gruppe für Höhlen- und Karstforschung Dresden im Kulturbund der DDR trafen sich im April 1983 zur Instandsetzung des Franzosenborns und brachten in diesem Zusammenhang auch die Pferdetränke wieder in Ordnung.
Die Pferdetränke wird auch als Salzlecke gedeutet. Genaue Klarheit über eine tatsächliche Nutzung in früheren Zeiten gibt es nicht.